# Takahiro Mitsuyoshi
Takahiro Mitsuyoshi  (japonés: みつよし たかひろ Mitsuyoshi TAKAHIRO) es un  director de cine y director de  documentales. Es originario de Japón.

## Biografía
Después de graduarse de la Universidad de Waseda, se convirtió en un fotógrafo, director de televisión  y de programas de televisión. En 2007 asistió al Programa de Creación de Contenido Científico de la Universidad de Tokio. Takahiro dirigió su primera película titulada “Blue Symphony”.

“Blue Symphony” fue lanzada en 2008  en el  Festival Internacional de Cine de Tokio como estreno mundial.